# Invincible Fight Girl
Invincible Fight Girl (conocida como Luchadora invencible en Hispanoamérica y La luchadora invencible en España) es una serie de televisión animada estadounidense de acción cómica creada por Juston Gordon-Montgomery. Sigue las aventuras de Andy, una chica que aspira a convertirse en la mejor luchadora profesional de la historia.
El primer episodio se estrenó el 2 de noviembre de 2024 en Adult Swim, dentro del bloque Toonami, y un día después a nivel mundial en la plataforma Max.

## Premisa

### Sinopsis
En un mundo donde la lucha libre profesional abarca todos los aspectos de la vida, la joven Andy Smith (Sydney Mikayla) parecía predestinada a ser una simple chica contable. Sin embargo, su verdadero sueño es convertirse en una luchadora tan legendaria como la campeona Quesa Poblana (Rolonda Watts). Decidida a cumplir su meta, emprende un viaje plagado de adversidades e intenta que su ídolo la entrene para convertirse en la mejor luchadora de su generación.

### Características
Invincible Fight Girl combina elementos de acción y comedia, muy influenciada por las características propias del shōnen japonés. Andy quiere convertirse en luchadora profesional a pesar de tenerlo todo en su contra; en cada episodio aprende nuevos ataques y se enfrenta a temibles adversarios, pero también descubre que la vida no puede limitarse solo a cumplir un sueño.
La serie transcurre en un universo donde la lucha libre es el pilar de la sociedad, y donde se puede entablar un combate en cualquier lugar. En su viaje Andy entabla amistad con Craig, un luchador sin escrúpulos que siempre busca sacar beneficio, y Mikey, un chico musculoso que quiere ser periodista. Ambos tratarán de ayudarla para que Quesa Poblana, ya retirada del circuito profesional, se convierta en su mentora.

## Reparto
La siguiente lista recoge solamente los personajes protagonistas:
- Sydney Mikayla como Andy Smith; apodada «La chica contable», es una joven afroamericana de 14 años que sueña con ser la mejor luchadora profesional de todos los tiempos. Tiene una personalidad valiente y tenaz. Compensa las debilidades físicas y su baja estatura con una gran capacidad analítica, que le permite desarrollar estrategias en pleno combate ante rivales más fuertes.[1]
- Paul Castro Jr. como Craig; es un joven sin escrúpulos cuyo único interés por la lucha libre es sacarle el mayor beneficio posible. En su primer encuentro con Andy intenta estafarla, pero con el paso del tiempo se compromete con ella para convertirse en su representante. Es también sobrino de Quesa Poblana.[1]
- T.K. Weaver como Mikey; es un chico rubio de 8 años, de personalidad inocente y con un imponente físico musculoso que no se corresponde con su edad. Proviene de una familia cuyo padre lleva toda la vida entrenándole para ser luchador. No obstante, Mikey disfruta más analizando los combates y quiere romper la tradición familiar para convertirse en periodista.[1]
- Rolanda Watts como Tía P.; apodada «Quesa Poblana», es la ídolo de Andy y en su época llegó a ser la mejor luchadora del mundo. En el pasado tenía una larga melena negra e iba ataviada con una capa. Ya retirada del circuito profesional, se ha convertido en una anciana de personalidad cínica que permanece ajena a su vida anterior.[1]

## Episodios
| Temporada | Temporada | Episodios | Estreno original       | Estreno original        | Ref. |
| Temporada | Temporada | Episodios | Comienzo               | Final                   | Ref. |
| --------- | --------- | --------- | ---------------------- | ----------------------- | ---- |
|           | 1         | 10        | 2 de noviembre de 2024 | 22 de diciembre de 2024 |      |